# Серебрянка (Амурская область)
Серебря́нка — село в Свободненском районе Амурской области России. Входит в состав Костюковского сельсовета.

## География
Село Серебрянка стоит на берегу реки Серебрянка (приток реки Голубая, бассейн Зеи).
Село Серебрянка расположено к западу от районного центра города Свободный.
Дорога к селу Серебрянка идёт от города Свободный мимо села Новоивановка, расстояние — около 30 км.
На юго-запад от села Серебрянка идёт дорога к административному центру Костюковского сельсовета селу Костюковка, затем далее на левый берег Амура.

## Население
| 2002 | 2010 | 2012 | 2013 | 2014 | 2015 | 2016 |
| ---- | ---- | ---- | ---- | ---- | ---- | ---- |
| 406  | ↘248 | ↗250 | ↘238 | ↗253 | ↗264 | ↘242 |
| 2017 | 2018 |      |      |      |      |      |
| →242 | ↘237 |      |      |      |      |      |

## Улицы
- ул. Заречная,
- ул. Хуторская,
- ул. Центральная.